# Onolbaataryn Khulan
Onolbaataryn Khulan (født 27. juli 1999) er en kvindelig mongolsk basketballspiller, som deltog i de olympiske lege 2020.